# Saarde
Saarde (autrefois en allemand : Saarahof) est un village estonien de la commune de Saarde, situé dans le comté de Pärnu.

## Géographie
Le village s'étend sur 15,8 km2 au sud de Kilingi-Nõmme.

## Histoire
Le village faisait partie, du XVIIIe siècle à la réforme agraire de 1919, des domaines de la branche cadette de la famille von Wulf. Son église a été reconstruite en 1857.

## Démographie
La population s'élevait à 318 habitants en 2011 et à 279 habitants en 2020.

## Monuments
L'église luthérienne Sainte-Catherine construite en 1858-1859 est classé monument historique depuis 1998.